# Dębowa Góra (osada leśna w województwie warmińsko-mazurskim)
Dębowa Góra – osada leśna w Polsce położona w województwie warmińsko-mazurskim, w powiecie olsztyńskim, w gminie Olsztynek.
W latach 1975–1998 miejscowość należała administracyjnie do województwa olsztyńskiego.